# Ганджур
Ганджур (иначе — Ганьчжур, Канчжур; тиб. བཀའ་འགྱུར, Вайли bka' 'gyur) — первая часть тибетского буддийского канона — собрания буддийских текстов, переведенных с санскрита, пали, пракритов, китайского и других языков и восходящих к Будде Шакьямуни, его ученикам и комментаторской традиции (которой посвящена вторая часть канона — Данджур).
Название Ганджур в российскую буддологию пришло через монгольский язык и используется традиционно с XIX века.
Известны рукописные варианты Ганджура и ксилографические издания, выполненные в Дерге (Деге, Генгчен), Лхасе, Нартанге, Цоне, Пекине, других городах и монастырях. Эти издания различаются количеством томов (92, 100, 108), текстами и цветом издания (золотой, красный, чёрный). Парадная книга канона в Центральном Тибете переписана золотыми и серебряными буквами в XV в., в Ладакхе — в кон. XVI — нач. XVII в.

## История
Начало Ганджуру, т.е. переводам буддийского канона с санскрита и пали на тибетский положил Шантаракшита в VIII веке.

## Кодификация
Кодификатором Ганджура в его современном виде считается Будон Ринчендуб (1290—1364) — учёный-систематизатор из монастыря Шалу, который опирался на собрание буддийских текстов из скриптория монастыря Нартанг. Считается, что именно Будон:
- разделил буддийские тексты на Ганджур («сказанное (Буддой)») и Данджур («пояснение (сказанного)»);
- систематизировал раздел Тантры, разделив тексты на 4 вида:
  - Крия-тантры (тантры ритуального действия),
  - Чарья-тантры (тантры исполнения),
  - Йога-тантры (йогические тантры),
  - Ануттарайога-тантры (тантры наивысшей йоги);
- включил в канон только те тексты, санскритские оригиналы которых сохранились;
- выделил отдел «Старые Тантры» с переводами, сделанными в первый период распространения буддизма в Тибете.

## Разделы
Ганджур составляют следующие разделы:
1. Виная (тиб. འདུལ་བ, Вайли 'dul-ba), 13 томов.
2. Праджняпарамита (тиб. ཤེར་ཕྱིན, Вайли sher-phyin), 21 том.
3. Аватамсака (тиб. ཕལ་ཆེན, Вайли phal-chen), 6 томов.
4. Ратнакута (тиб. དཀོན་མཆོག་བརྩེགས་པ་, Вайли dkon-mchog-brtsegs-pa), 6 томов.
5. Сутра (тиб. མདོ་, Вайли mdo), 30 томов, 270 текстов.
6. Тантра (тиб. རྒྱུད་, Вайли rgyud), 22 тома, более 300 текстов.

На протяжении веков в разных изданиях состав канона уточнялся и редактировался, вводились новые переводы.
Другая версия разделов
1. Сутры, в т.ч. Джатака
2. Абхидхарма.
3. Дулвы.
4. Тантры
5. Трактаты по медицине, астрономии и математике.

## Издания
Первое Пекинское издание канона, напечатанное в красном цвете (киноварь), появилось в 1410 году, оно считается первым ксилографическим изданием. В 1605 году в Пекине (на основе предыдущего) вышло новое издание в 105 томах чёрного цвета. «Оба издания в настоящее время неизвестны». По инициативе императора Канси предпринимается издание Ганджура (1682 или 1684) в 108 томах. Последнее издание Канона в Пекине было предпринято во времена императора Цяньлуна в 1737 г., отредактированное на основе предшествующего по времени тибетского издания монастыря Дерге и увеличенное в разделе «Ратнакута» двумя сутрами.
Издание монастыря Литанг (т. н. Ганчжур Дзянсатхам) считается первым ксилографическим изданием в Тибете. Оно основывалось на Ганджуре из монастыря Джалва (первая пол. XIV в.), восходящем к нартангскому комплексу текстов, систематизированных в XIII в.
Внутренняя композиция Ганчжура основывалась в целом на «Записях услышанного» (тиб. «сан-иг») Пабо Цуглаг-пренбы (1504—1566). Это издание было завершено в 1621 г., а спустя некоторое время ксилографические матрицы Ганчжура были переправлены монгольской армией в монастырь гелугпы Чжамбалин в Литане.
Новое нартангское издание велось под надзором регента Полхаба Содная Тобчжая. Ксилографические доски Ганчжура были изготовлены между 1730—1732 гг. В основе издания лежало старое нартангское издание с дополнениями отдельных текстов редакции Будона и, возможно, издания V далай-ламы.
Дергеское издание Ганджура осуществлялось в 1729—1733 годах Руководил предприятием Ситу-панчен, знаток санскрита и тибетского, который провёл тщательную редакцию текстов Ганчжура.
Ганджур также был издан в монастыре Цона (Чонэ) (ок. 1750).
Несколько изданий Ганчжура: Пунакха в Бутане, монастыря Кумбум в Амдо и печатного двора Поталы (началось в 1890 г. и закончилась через 40 лет при участии Агвана Доржиева), а также совместное издание Ганчжура и Данчжура (в Урге) были предприняты во второй половине XIX и в первой половине XX столетия.
При Лигдэн-хане Чахарском редакционная комиссия в составе тридцати пяти человек, которую возглавил переводчик Гунга Одзер, создает первую редакцию текста Ганджура (113 томов) на монгольском языке, состоящую из десяти разделов и 883 сочинений.
Современное переиздание Ганчжура и Данчжура дергеской редакции осуществлено в 1981 году последователями школы Ньингма в США. Дополнительные тексты заимствованы, как указывают издатели, из лхасского Ганчжура и пекинского свода Ганчжура и Данчжура, девять текстов — из китайской Трипитаки. В состав канона введён перевод Дхаммапады. Издание выполнено на высоком полиграфическом уровне, иллюстрировано цветными танками (231) и ксилографическими иллюстрациями (864) разных стилей, почерпнутых из собрания Ньингма, музеев и частных собраний.
Предпринимались попытки перевода отдельных текстов Ганджура на современные европейские языки.

## Мистическая сила Ганджура
Переписывание священных текстов, в частности Ганджура, и дарование средств на его издание считались благими заслугами (пунья — санскр. «благо», «заслуга») и улучшали буддийскую карму исполнителя и заказчика. Томам Ганджура и в Тибете, и в Монголии приписывалась магическая сила: их выносили и совершали обход полей во время сезонных полевых работ или селений с целью предотвращения несчастий, дождей, засухи.

## Изучение в России
В России издания канона (Ганджура и Данджура) хранятся в С.-Петербурге (Институт восточных рукописей РАН, Библиотека восточного факультета С.-Петербургского университета), в Москве (Центр восточной литературы, РГБ), в Улан-Удэ (Институт монголоведения, буддологии и тибетологии СО РАН). Имеет текст Канона и Буддийский университет Даши Чойнхорлин при Буддийской традиционной сангхе России (Улан-Удэ, Иволгинский дацан): он был куплен в Дхармсале (современная резиденция Далай-ламы XIV в Индии) и привезён как необходимое пособие для обучения буддийских лам.
Тексты тибетского Канона изучали А. И. Востриков, М. И. Воробьёва-Десятовская, Т. М. Маланова, Ц. Дамдинсурен, З. К. Касьяненко и др.
Кроме вышеуказанных источников, в настоящее время в сети есть материалы из Ганджура, где можно найти статью, посвященную различным редакциям Ганджура, куда включается детальный каталог Ганджура редакции Деге с разбиением по разделам, текстам, главам.
В настоящее время каталог Ганджура на русском языке составлен Ламой Карма Палджор